# Zabielne (Biała Piska)
Zabielne (deutsch Sabielnen, 1938 bis 1945 Freundlingen) ist ein Dorf in der polnischen Woiwodschaft Ermland-Masuren, das zur Gmina Biała Piska (Stadt- und Landgemeinde Bialla, 1938 bis 1945 Gehlenburg) im Powiat Piski (Kreis Johannisburg) gehört.

## Geographische Lage
Zabielne liegt im Südosten der Woiwodschaft Ermland-Masuren, 14 Kilometer östlich der Kreisstadt Pisz (deutsch Johannisburg).

## Geschichte
Das seinerzeit Werder Master, vor 1540 Cupischen, um 1540 Sabielny, nach 1579 Zabielna und bis 1938 Sabielnen genannte kleine Dorf wurde 1461/1471 als Freigut nach magdeburgischem Recht gegründet. 
Der Ort gehörte zum Kreis Johannisburg im Regierungsbezirk Gumbinnen (ab 1905: Regierungsbezirk Allenstein) in der preußischen Provinz Ostpreußen. Von 1874 bis 1945 war er in den Amtsbezirk Ruhden eingegliedert.
214 Einwohner waren im Jahr 1910 in Sabielnen gemeldet, 1933 waren es noch 193. 
Aufgrund der Bestimmungen des Versailler Vertrags stimmte die Bevölkerung im Abstimmungsgebiet Allenstein, zu dem Sabielnen gehörte, am 11. Juli 1920 über die weitere staatliche Zugehörigkeit zu Ostpreußen (und damit zu Deutschland) oder den Anschluss an Polen ab. In Sabielnen stimmten 140 Einwohner für den Verbleib bei Ostpreußen, auf Polen entfielen keine Stimmen.
Am 3. Juni 1938 wurde Sabielnen aus politisch-ideologischen Gründen der Abwehr fremdländisch klingender Ortsnamen in „Freundlingen“ umbenannt. Die Einwohnerzahl stieg bis zum Jahr 1939 auf 216.
1945 kam das gesamte südliche Ostpreußen in Kriegsfolge zu Polen, und damit auch Sabielnen resp. Freundlingen. Das Dorf erhielt die polnische Namensform „Zabielne“ und ist heute Sitz eines Schulzenamtes (polnisch Sołectwo). Damit ist es zugleich eine Ortschaft im Verbund der Stadt- und Landgemeinde Biała Piska (Bialla, 1938 bis 1945 Freundlingen) im Powiat Piski (Kreis Johannisburg), bis 1998 der Woiwodschaft Suwałki, seither der Woiwodschaft Ermland-Masuren zugeordnet. Im Jahre 2011 zählte das Dorf 40 Einwohner.

## Religionen
Sabielnen war bis 1945 in die evangelische Kirche Drygallen (Drigelsdorf) in der Kirchenprovinz Ostpreußen der Kirche der Altpreußischen Union sowie in die römisch-katholische Kirche Johannisburg im Bistum Ermland eingepfarrt. 
Heute gehören die evangelischen Kirchenglieder in Zabielne zur Kirchengemeinde in Biała Piska, einer Filialgemeinde der Pfarrei Pisz in der Diözese Masuren der Evangelisch-Augsburgischen Kirche in Polen. Katholischerseits ist das Dorf der Pfarrei Biała Piska im Bistum Ełk der Römisch-katholischen Kirche in Polen zugeordnet.

## Schule
Sabielnen wurde im Jahre 1756 ein Schulort.

## Verkehr
Zabielne liegt ein wenig abseits vom Verkehrsgeschehen und ist über eine Nebenstraße von Orłowo (Orlowen, 1938 bis 1945 Siegmunden) aus zu erreichen. 